# Ácido metoxibenzenossulfônico
Ácido metoxibenzenossulfônico ou ácido anisolsulfônico são um grupo de compostos orgânicos que são formados por um anel benzeno com um grupo metóxi (–OCH3), caracterizando um éter (anisol), e um grupo sulfônico (–SO2OH), como substituintes. Devido a seus diferentes arranjos, tem-se três isômeros com a fórmula C7H8O4S.
| Ácido anisolsulfônico |                                                         |                                                         |                                                         |
| Nome                  | Ácido 2-anisolsulfônico                                 | Ácido 3-anisolsulfônico                                 | Ácido 4-anisolsulfônico                                 |
| Outros nomes          | Ácido o-anisolsulfônico Ácido 2-metoxibenzenossulfônico | Ácido m-anisolsulfônico Ácido 3-metoxibenzenossulfônico | Ácido p-anisolsulfônico Ácido 4-metoxibenzenossulfônico |
| Fórmula estrutural    |                                                         |                                                         |                                                         |
| Número CAS            |                                                         |                                                         | 5857-42-1                                               |
| PubChem               | 12406954                                                | 12037036                                                | 604723                                                  |
| Fórmula química       | C7H8O4S                                                 | C7H8O4S                                                 | C7H8O4S                                                 |
| Massa molar           | 188,20 g·mol-1                                          | 188,20 g·mol-1                                          | 188,20 g·mol-1                                          |
| Estado físico         | sólido                                                  | sólido                                                  | sólido                                                  |
| Descrição             |                                                         |                                                         |                                                         |
| Ponto de fusão        |                                                         |                                                         | 107 °C                                                  |
| Identificação GHS     | nenhuma classificação disponível                        | nenhuma classificação disponível                        | nenhuma classificação disponível                        |